# (16794) Cucullia
(16794) Cucullia est un astéroïde de la ceinture principale.

## Description
(16794) Cucullia est un astéroïde de la ceinture principale. Il fut découvert par Miloš Tichý et Jana Tichá le 2 février 1997 à l'observatoire Klet'. Il présente une orbite caractérisée par un demi-grand axe de 3,21 UA, une excentricité de 0,167 et une inclinaison de 19,2° par rapport à l'écliptique.
Il fut nommé en référence à Cucullia asteroides, espèce d’insectes lépidoptères de la famille des Noctuidae, de la sous-famille des Cuculliinae.

## Compléments